# Диктофон (группа)
Диктофон — российская рок-группа, основанная музыкантом Антоном Макаровым в 2020-м году. Звучание коллектива характеризуется смесью новой волны, ретро-рока и панка в сочетании с поэзией Макарова, которую сама группа определяет как «чёрно-белый юмор».

## История группы

### Формирование: 2020—2021
Группа «Диктофон» была образована Антоном Макаровым, Алексеем Будариным и Данилой Бирюковым в подмосковном городе Жуковский. Стартом для основания коллектива стала программа в поддержку альбома «23» (2019), который Антон Макаров записал вместе с фронтменом группы «АукцЫон» — Олегом Гаркушей. В период локдауна трое друзей съезжаются в жуковской квартире и начинают работу над оригинальными композициями.
Группа выступает в онлайн формате, в радио-передачах, о новой группе пишут отечественные СМИ и записывает живой альбом «Культурные сессии» (2020) в офисе родителей Макарова своими силами. Материал альбома состоит из релиза «23», кавера на группу «Звуки Му» (песня Союзпечать) и ранних песен. Звучание строится на эстетике тёмной волны, советского авангарда и акустического звучания. Группа договаривается об издании песен на стримингах с издательством Peter Explorer. Общий подавленный фон на волне локдауна, безденежье и беспорядочный образ жизни отдаляет группу друг от друга к лету 2020. Каждый из участников продолжает работу над собственными проектами. В этот период Макаров пишет следующий сольный альбом и работает над песнями «Космонавт», «Долго ли я буду жить», «Плачет Мария», «Инвалид» и ещё несколько неизданных песен в звуке акустической гитары и винтажной драм-машины. Находясь в депрессивном периоде, Макаров не придаёт внимания написанному материалу и откладывает работу.
По одной из случайностей, друг коллектива предлагает показать песню «Космонавт» Найку Борзову, предложить дуэт и продолжить деятельность группы. Макаров связывается с Найком и они договариваются о записи. Сингл «Космонавт» выходит в октябре 2020 и становится первым заметным релизом группы. О нём пишут передовые отечественные издания, радиостанции ставят песни в эфир. Группа даёт два концерта и снова расформировывается на почве неудовлетворённости звучания и взаимных претензий. В этот период группе предлагают подписать контракты с крупными издательствами, что оказывает давление на музыкантов и на независимый статус группы. Макаров закрывается на своей домашней студии в Жуковском и работает над дебютным альбомом, но остаётся неудовлетворённым звучанием релиза. Пишется музыка для песен «Ночь», «Утро», а также выходит сингл «Звёзды всегда хороши особенно ночью» (трибьют группе «Центр»). Оказавшись в творческом тупике в начале 2021 года, Макаров уезжает в Санкт-Петербург, где встречается с Олегом Гаркушей. В ходе беседы, музыканты придумывают сделать совместную песню в качестве поддержки новой книги Гаркуши, приуроченной к его шестидесятилетнему юбилею. Сингл «Изменилось» выходит в феврале 2021. Макаров собирает «Диктофон» в новом звучании и коллектив выступает с песней на передаче «Вечерний Ургант». Макаров улетает в Калининград, чтобы составить план работы группы на ближайшее время.
Музыканты, приободрённые новым витком творчества, продолжают работу над дебютным альбомом и дают концерты в маленьких клубах, радио-эфиры и ютуб-шоу. В ходе весеннего сезона, Макарова приглашают на серию акустических концертов в Грецию и на юг России. Помимо прочего, Бударин и Макаров участвуют на авангардных джазовых джемах в Москве. Следующий авторский сингл «Инвалид» выходит в апреле. В данном периоде, Макаров пишет песни «Ещё, ещё, ещё», «Поле чудес», «Хуже некуда» и другие. Последнюю песню, лидер группы отдаёт дружественному проекту «Mika Vino», а неизданную песню «Я не герой твоих рассказов» жуковском проекту «Репортёр». Макаров дописывает дебютный альбом на своей домашнейй студии и группа начинает подготовку к релизу. Своими силами, музыканты снимают клип на песню «Поле чудес», Бирюков и Макаров самостоятельно занимаются визуальной частью и делают серию «дворовых» акустических номеров в разных локациях Жуковского.

### Альбомы «Хотелось», «Звуки природы» и «Жестокие романсы»: 2021—2023
В начале осени, «Диктофон» даёт несколько открытых выступлений и 1 октября выходит дебютный альбом «Хотелось». К каждой из песен было сделано видео с сурдопереводом. Альбом получает положительные отзывы от множества критиков, группа приобретает слушателей по стране, множество музыкантов и артистов тепло отзываются о дебютной работе, а песни с альбома становятся «визитными карточками» коллектива. «Диктофон» даёт несколько концертов-презентаций, в ходе которого на разогреве выступает музыкант из Петрозаводска — Илья Егоров. Группа предлагает Илье выступить с ними на гитаре и перкуссии, а затем приглашает на позицию полноправного участника «Диктофона». С этого периода, коллектив преобразуется в формат квартета. К концу 2021 года, альбом «Хотелось» попадает в строчки лучших релизов за прошедший год, номинируется на премию «Сноб» и даёт несколько выступлений на ТВ и радио. Озадаченные визуальным единством с музыкой, группа самостоятельно занимается сведением звука всех эфиров, а также даёт режиссёрские рекомендации по монтажу и сценографии. Социальные сети «Диктофон» ведёт преимущественно в чёрно-белых цветах, а световым решением становятся цвета светофора, подчёркивая дорожную и нуарную эстетику звука.
Параллельно релизу, Макаров начинает работу над новым альбомом и пишет песни «Кузьминки», «Сирота», «Игрок», «Клуб» и др. В качестве перерыва от работы над альбомом, лидер группы выступает с акустическими концертами, а также занимается записью ЕР «Музыка для секса» совместно с проектом Terelya. Релиз выходит в феврале 2022 и привлекает ещё больше слушателей на совместных концертах с питерской певицей и актрисой Анастасией Терелей. В это время, Макаров под давлением соседей относительно домашней студии в Жуковском уезжает из города и переезжает в Москву, где снимает подвал на заводе и оборудует студийное пространство. В этом помещении, музыкант работает над альбомом «Звуки природы». Преследуемый перфекционизмом, Макаров завершает работу над релизом спустя два месяца, работая почти без остановки, изредка выбираясь на весенние концерты. В это же время Макаров пишет песню «Романс», которая входит в весенний сет-лист, но не привлекает внимания аудитории. К завершению работы над релизом, Данила Бирюков вспоминает о песне и предлагает внести её в трек-лист нового альбома. Как проект привлёкший внимание с дебютной пластинкой, группа принимает предложения выступить на крупных летних фестивалях (Дикая мята, Stereoleto и др.). «Диктофон» впервые выступает в регионах и республиках страны. Параллельно этому, Макаров принимает предложение со стороны Анастасии Тереля написать музыку к спектаклю для одного из театров Москвы и откладывает гонорар на самостоятельное издание виниловых пластинок с новым альбомом. Перед релизом выходит множество синглов и видеоклипов, которые привлекают внимание слушателей — «Игрок», «Кузьминки», «Русский», «Сирота», «Клуб». 23 сентября выходит второй альбом «Звуки природы». Релиз снова получает положительные отзывы и группа получает дополнительное внимание как со стороны журналистов, так и со стороны слушателей. Альбом получает статуэтку за лучший релиз года от издания «Сноб», песни становятся популярными среди аудитории. Макаров возвращается на студию и работает над новыми композициями «Морской бой», «Меланхолия», «Диско-шар», «Отправитель» и др. В это время, песня «Романс» становится хитом группы.
Зимой 2023, Макаров откладывает работу над третьим альбомом и занимается записью ЕР «Голосовые сообщения», идея которого в том, что все инструменты записаны на голосовые сообщения различных мессенджеров. «Диктофон» выпускает ЕР весной 2023 и снова песни с релиза находят отклик у слушателей. Группу посещает многочисленная аудитория на сольных концертах и принимает приглашения от летних фестивалей. Параллельно гастролям, Макаров записывает материал для нового альбома на своей студии в Москве и Петербургской студии грамзаписи. В песне «Диско-шар» принимает участие отечественная поп-артистка Ирина Салтыкова. Релиз выходит 1 сентября и группа отправляется в первый профессиональный тур по стране. «Диктофон» договаривается о релизах на виниловых пластинках с новым издательством Dusty Beats.

## Отзывы критиков
«Музыкант года, если бы в России вручали „Грэмми“. Продюсер года — в академическом смысле этого слова. Человек, который делает самое главное: создаёт гениальные песни. А также невероятно выступает. Антон Макаров — высочайший профессионал и мощнейший музыкант. Один из лучших в стране. Я рад, что он у нас есть. Слушать нужно альбомы „Хотелось“ группы „Диктофон“ и „Так и должно быть“ TERELYA.»
- Олег Кармунин (Русский Шаффл)
«Меня искренне удивило, что в этом простом и незатейливом видео без мельтешни и скоростной нарезки Антон в течение шести (!) минут спокойно и естественно удерживает внимание на себе. Обычно сегодняшние артисты так не умеют.»
- Андрей Бухарин (Rolling Stone/ОМ) о клипе Поле Чудес

## Состав
- Антон Макаров — музыка, тексты, вокал, гитара, автор, клавишные.
- Данила Бирюков — бас-гитара
- Алексей Бударин — ударные, перкуссия, бит
- Илья Егоров — гитара, перкуссия, бек-вокал.

### Концертный состав
- Ярослава Ракчеева — сурдоперевод
- Юрий Трошин — перкуссия, бек-вокал

## Дискография

### Альбомы
- «Хотелось» (2021)
- «Звуки природы» (2022)
- «Жестокие романсы» (2023)
- «Чутка, ещё чутка — вот и всё!» (2024)
- «Макаров Хостел» (2025)

### Синглы / ЕР
- «Космонавт» (feat. Найк Борзов) (2020)
- «Звезды всегда хороши особенно ночью» (2020)
- «Инвалид» (2021)
- «Поле Чудес» (2021)
- «Бомбы» (2021)
- «Музыка для секса» (совместно с TERELYA, 2022)
- «Русский» (2022)
- «Кузьминки» (2022)
- «Игрок» (2022)
- «Клуб» (2022)
- «Голосовые сообщения» (2023)
- «Диско-шар» (2023)